# Alto Lucero, Xiutetelco
Alto Lucero är en ort i Mexiko.   Den ligger i kommunen Xiutetelco och delstaten Puebla, i den sydöstra delen av landet, 190 km öster om huvudstaden Mexico City. Alto Lucero ligger 2 464 meter över havet och antalet invånare är 256.
Terrängen runt Alto Lucero är lite bergig. Runt Alto Lucero är det ganska tätbefolkat, med 90 invånare per kvadratkilometer. Närmaste större samhälle är Teziutlan, 9,5 km norr om Alto Lucero. Trakten runt Alto Lucero består till största delen av jordbruksmark.